# ان‌جی‌سی ۴۶۹۷
ان‌جی‌سی ۴۶۹۷ (انگلیسی: NGC 4697) نام یک کهکشان در صورت فلکی دوشیزه است.